# Dia Mundial do Jogo Limpo
O Dia Mundial do Jogo Limpo é uma data comemorada anualmente em 19 de maio desde 2025, foi instituída pela Assembleia Geral das Nações Unidas (AGNU) em 2024.

## Proclamação
O Dia Mundial do Jogo Limpo foi proclamado pela Assembleia Geral das Nações Unidas em 1 de julho de 2024, em reconhecimento ao espírito de jogo limpo enraizado no ideal olímpico. Essa iniciativa foi lançada pela Panathlon Wallonie-Bruxelles, uma organização que vem realizando atividades para promover o jogo limpo desde 2013, como a semana dedicada a esse valor em setembro e o evento Relay du Fair-Play. Em 2020, o Panathlon International, o Comitê Internacional do Jogo Limpo (CIFP) e o Movimento Europeu do Jogo Limpo uniram forças para estabelecer essa celebração, reforçando o compromisso com a promoção de valores éticos no esporte. A proclamação foi apoiada pela Hungria, o país de origem do presidente do CIFP, Jenő Kamuti.

## Celebração
19 de maio de 2025 marca o primeiro Dia Mundial do Jogo Limpo, uma celebração dedicada a promover esportes praticados no espírito de amizade, solidariedade, tolerância, inclusão e não discriminação.
O jogo limpo promove o respeito mútuo entre os participantes, ensinando-nos a valorizar e honrar uns aos outros. Promove a igualdade, supera barreiras culturais e empodera os jovens, mostrando como o esporte pode impulsionar mudanças sociais e construir comunidades mais fortes e coesas. Ao adotar os princípios do jogo limpo — adesão às regras, respeito pelos oponentes e combate à violência e ao doping — todos se beneficiam.
A celebração original do Dia Mundial do Jogo Limpo ocorreu em 7 de setembro de 2020 em Bruxelas, com inaugurações oficiais e atividades esportivas locais, incluindo a apresentação de projetos e sucessos do jogo limpo. Essa data inicial comemora a reunião dos membros fundadores do CIFP em 1963, sob a iniciativa do tenista francês Jean Borotra. A partir da celebração oficial em 2025, o Dia Mundial do Jogo Limpo se concentrará em destacar as iniciativas de jogo limpo no âmbito global, com a participação de todos os envolvidos no esporte.